# Krzekotów
Krzekotów (niem. Groß Vorwerk) – wieś w Polsce położona w województwie dolnośląskim, w powiecie głogowskim, w gminie Głogów. Leży około 8 km (5 mil) na północny wschód od Głogowa i 88 km (55 mil) na północny zachód od stolicy regionu Wrocławia .

## Historia
Po wielkim pożarze Głogowa w 1291 r. książę głogowski Henryk III zezwolił mieszczanom na pozyskiwanie drewna potrzebnego na odbudowę spalonych domostw. Przeznaczono na ten cel kompleks leśny zwany ówcześnie Busch. W 1298 r. (według innych źródeł w 1319 r.) rada miejska zakupiła część wspomnianego Buschu i kontynuowała tam prace wyrębowe. Po oczyszczeniu z drzew pewnych połaci terenu zdecydowano się na założenie w tych pustkach wsi - folwarków. Głogowskie kroniki wspominały, iż w 1582 r. założono przy drodze wiodącej do Wschowy przez Golę folwark. Na zachód od niego, przy drodze w kierunku Kulowa, w 1582 r. ulokowano następny folwark. Obydwie miejscowości otrzymały niemiecką nazwę Vorwerk - czyli po polsku folwark. Wcześniej powstały otrzymał dla odróżnienia określenie Gross Vorwerk [Wielki Folwark] - obecnie jest to Krzekotów, natomiast powstały później określenie Klein Vorwerk [Mały Folwark] - jest to dzisiejszy Krzekotówek.

## Podział administracyjny
W latach 1975–1998 miejscowość położona była w województwie legnickim.
Wieś liczy 150 mieszkańców.